# Didymoplexis pachystomoides
Didymoplexis pachystomoides là một loài thực vật có hoa trong họ Lan. Loài này được (F.Muell.) Garay & W.Kittr. mô tả khoa học đầu tiên năm 1985.